# Steinheim (Marskrater)
Steinheim ist ein Einschlagkrater auf dem Mars mit doppelschichtiger Ejektadecke. Er liegt im Diacria-Gradfeld in den Arcadia-Ebenen.
Den Namen hat der Marskrater von dem in Baden-Württemberg liegenden Dorf Steinheim am Albuch, bekannt durch das Steinheimer Becken. Er wurde durch die Internationale Astronomische Union im Jahr 2007 festgelegt.